# Refuge Elena
Le refuge Elena ou, parfois, refuge Hélène est un refuge de montagne qui se trouve dans le val Ferret valdôtain, une vallée latérale de la Vallée d'Aoste, dans le haut Valdigne, dans les Alpes pennines, à 2 062 mètres d'altitude.

## Histoire
Il fut bâti peu avant la Seconde Guerre mondiale, mais une avalanche le détruit en 1960. Il fut reconstruit en 1995.

## Caractéristiques et informations

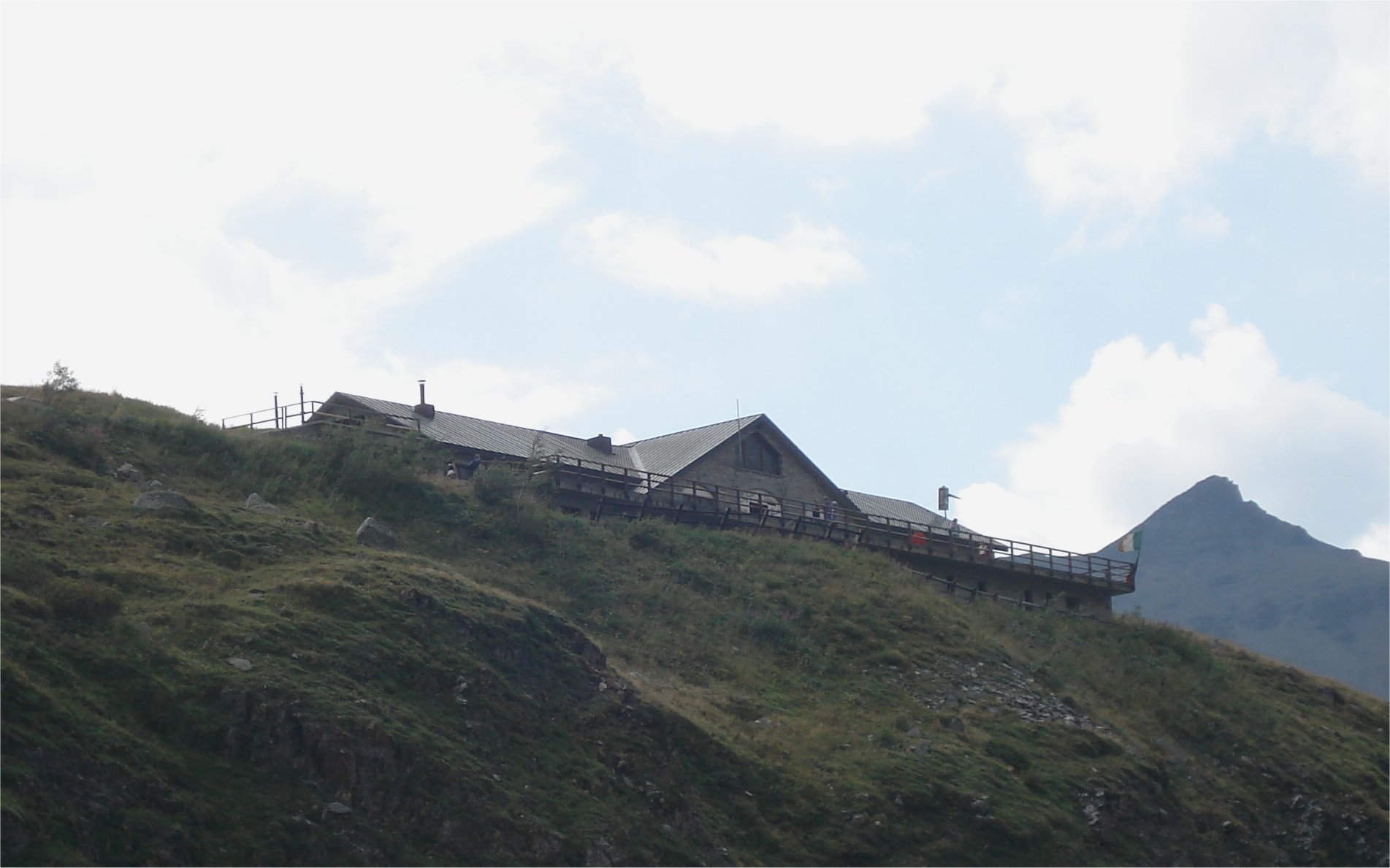
Vue du refuge.

Le refuge se trouve au lieu-dit Pré-de-Bar, au fond du val Ferret, sur le parcours pour le Grand col Ferret, qui mène en Suisse.
Selon la légende, il est dédié à une petite bergère originaire du Pré-de-Bar, Hélène.

## Accès
Après avoir garé l'automobile au lieu-dit Arnouvaz, on rejoint facilement le refuge en une heure environ.

## Ascensions
- Tête de Ferret - 2 714 mètres
- Mont Dolent - 3 819 mètres